# 〈子供〉の誕生
『〈子供〉の誕生』（こどものたんじょう、フランス語：L'Enfant et la Vie familiale sous l' Ancien Regime）は、フランスの歴史学者フィリップ・アリエスの著作である。1960年に公刊された。子供と大人の一線を当然視し、学校教育制度を当然視する現代の子供観に対して、疑義を呈する書物である。フランス語の原題は『アンシャンレジーム期の子供と家族生活』という意味であり、「〈子供〉の誕生」は、日本の翻訳者がつけたものである。
アリエスは、中世ヨーロッパには教育という概念も、子供時代という概念もなかった、と言う。
7〜8歳になれば、徒弟修業に出され、大人と同等に扱われた、と言う。飲酒も恋愛も自由とされた、と言う。なぜ大人と子供の一線を7〜8歳に引いたのかと言えば、この時期に言語によるコミュニケーションが可能になると考えられたためである、と言う。
7〜8歳以前の子供は動物と同じ扱いであり、大人がフリスビー代わりに投げ遊び、落として死なせたこともあるという。乳幼児死亡率が高く、5歳までは頭数に入れられなかった。もっとも、乳幼児死亡率が高かった理由として、医学水準が低かったことだけではなく、両親のベッドの中で、あまりにも頻繁に窒息により非業の死を遂げる子供が多かったといった理由も挙げられている。
教会は、嬰児殺しを厳禁していた。が、両親があれは事故だったと主張してしまえば、それ以上追及する者はいなかった。
近代的な学校教育制度が現れたのは、17世紀のことである。当時の教育者たちは、古代には存在した学校教育を倣い、「純真無垢」を理念とした。「純真無垢」とは何か。子供と大人を引き離すこと、特に子供にとってセックスを禁忌にすることだった。また、子供として保護される期間の延長も提唱した。この時期から、美術も子供をテーマにし始めた、それ以前は美術が子供をテーマにすることはなかった、と述べる。
近代学校教育制度は、大人とは異なる、子供服というものを編み出した、と述べる。この傾向は特に男児に顕著で、男児の特徴的な衣装である半ズボンが考案された。それに対し、女児の服装の変化には無頓着であった。女児は家事に専念すればいいのであって、学校教育を受ける必要性が少ないと考えられたためだ、と述べる。
これを受け、近代的な学校教育制度は、同年齢の子供を同一のクラスに編成した、と述べ、極端な場合には、寄宿舎制度を設け、子供を外部から遮断した、と述べる。

## 日本語訳
- 杉山光信・杉山恵美子訳 『〈子供〉の誕生：アンシァン・レジーム期の子供と家族生活』　みすず書房、1980年、ISBN: 978-4622018322